# Empis dingaani
Empis dingaani är en tvåvingeart som beskrevs av Smith 1969. Empis dingaani ingår i släktet Empis och familjen dansflugor.
Artens utbredningsområde är Zimbabwe. Inga underarter finns listade i Catalogue of Life.